# Distribució d'Erlang
En estadística, la  distribució d'Erlang  és una distribució de probabilitat contínua amb dos paràmetres {\displaystyle k} i
{\displaystyle \lambda } la funció de densitat per a valors {\displaystyle x>0\,} és
{\displaystyle F(x)=\lambda e^{-\lambda x}{\frac {(\lambda x)^{k-1}}{(k-1)!}}}
La distribució Erlang és l'equivalent de la distribució gamma amb el paràmetre {\displaystyle k=1,2\ldots } i {\displaystyle \lambda =1/\theta }. Per {\displaystyle k=1} és la distribució exponencial. S'utilitza la distribució Erlang per descriure el temps d'espera fins al succés nombre {\displaystyle k} en un procés de Poisson.
La seva esperança ve donada per: {\displaystyle E(X)=k/\lambda \,}. La seva variància ve donada per: {\displaystyle V(X)=k/\lambda ^{2}\,}